# Alois Hajda
Alois Hajda (7. července 1928 Poličky – 8. května 2021 Brno) byl český divadelní režisér a pedagog.

## Život
Dětství prožil v Kroměříži, kde také vystudoval reálné gymnázium. V roce 1953 vystudoval režii na Divadelní fakultě Janáčkovy akademie múzických umění v Brně.
Po absolutoriu nastoupil do svého prvního angažmá ve Slováckém divadle v Uherském Hradišti (1953–1957), kde inscenoval celkem třináct divadelních her. Poté působil v Jihočeském divadle v Českých Budějovicích (1957–1959) a počátkem roku 1959 se opět vrátil do Slováckého divadla (1959–1961), kde byl pověřen funkcí uměleckého šéfa souboru, kterou vykonával i v následujícím krátkém angažmá v Městském divadle Kladno (1961–1962). Během působení v kladenském divadle mu byl dramaturgem Jan Grossman, jenž se v té době zabýval brechtovskou divadelní poetikou, kterou Hajdovi zprostředkoval. Ve společné režii pak uvedli Matku Kuráž Bertolta Brechta.
V letech 1962–1971 působil v Mahenově činohře Státního divadlo Brno, kde vytvořil řadu pozoruhodných inscenací a vyhranil se v předního brechtovského režiséra v tehdejším československém divadelnictví.
V období normalizace byl z politických důvodů ze Státního divadla Brno vypovězen a stal se na dalších deset let (1971–1981) kmenovým režisérem Divadla pracujících v Gottwaldově. Vytvořil zde vynikající inscenace především Brechtových a Shakespearových děl, ale i české klasiky. S jeho inscenací Muž jako muž Bertolta Brechta sklidilo v roce 1973 Divadlo pracujících velký mezinárodní úspěch při hostování v proslulém divadle Berliner Ensemble.
Počátkem 80. let, kdy se normalizační ostří KSČ začalo otupovat, se směl v tichosti vrátit do angažmá v Mahenově činohře, kde v následujících letech 1981–1991 zúročil své celoživotní tvůrčí hledání. Současně koncem 80. let přijal nabídku Národního divadla v Praze na opakovanou režijní spolupráci.
Významnou kapitolu představuje jeho pedagogické působení na JAMU, kde začal v roce 1963 pracovat jako asistent a režisér, avšak kvůli normalizaci musel v roce 1971 brněnskou uměleckou školu opustit. Jako pedagog se na JAMU vrátil v roce 1990 a v lednu 1991 byl na základě habilitačního řízení jmenován docentem. O rok později byl jmenován profesorem. V letech 1997–2003 vykonával funkci rektora JAMU.
Nemalou část své energie věnoval i spolupráci s moravskými amatérskými soubory: brněnským Dělnickým divadlem a v 70. letech především s Divadlem Jana Honsy v Karolince na Valašsku, kde měl chalupu.
V roce 2002 mu byla udělena Cena města Brna v oboru dramatické umění.

## Divadelní režie, výběr
- 1961 Bertolt Brecht: Matka Kuráž a její děti, Městské divadlo Kladno (spolurežisérem byl Jan Grossman)
- 1962 Georg Büchner: Vojcek, Státní divadlo Brno
- 1964 Jean-Paul Sartre: Ďábel a pánbůh, Státní divadlo Brno
- 1968 Vítězslav Gardavský: Já, Jákob, Státní divadlo Brno
- 1969 William Shakespeare: Král Lear, Státní divadlo Brno
- 1970 Samuel Beckett: Čekání na Godota, Státní divadlo Brno
- 1972 Bertolt Brecht: Muž jako muž, Divadlo pracujících Gottwaldov
- 1987 Heinrich von Kleist: Rozbitý džbán, Národní divadlo Praha
- 1988 William Shakespeare: Král Jindřich IV., Národní divadlo Praha